# Priscella
Priscella es un género de foraminífero bentónico de la subfamilia Endostaffellinae, de la familia Endothyridae, de la superfamilia Endothyroidea, del suborden Fusulinina y del orden Fusulinida. Su especie tipo es Endothyra prisca. Su rango cronoestratigráfico abarca desde el Tournaisiense superior hasta el Namuriense (Carbonífero inferior).

## Discusión
Clasificaciones más recientes incluyen Priscella en el suborden Endothyrina, del orden Endothyrida, de la subclase Fusulinana de la clase Fusulinata.

## Clasificación
Priscella incluye a las siguientes especies:
- Priscella agathis †
- Priscella devexa †
- Priscella eosimilis †
- Priscella grata †
- Priscella lanceolata †
- Priscella laxoformis †
- Priscella nehulosa †
- Priscella prisca †
- Priscella sulcata †

Otra especie considerada en Priscella es:
- Priscella waulsorti †, de posición genérica incierta